# Долішній Мар'ян Іванович

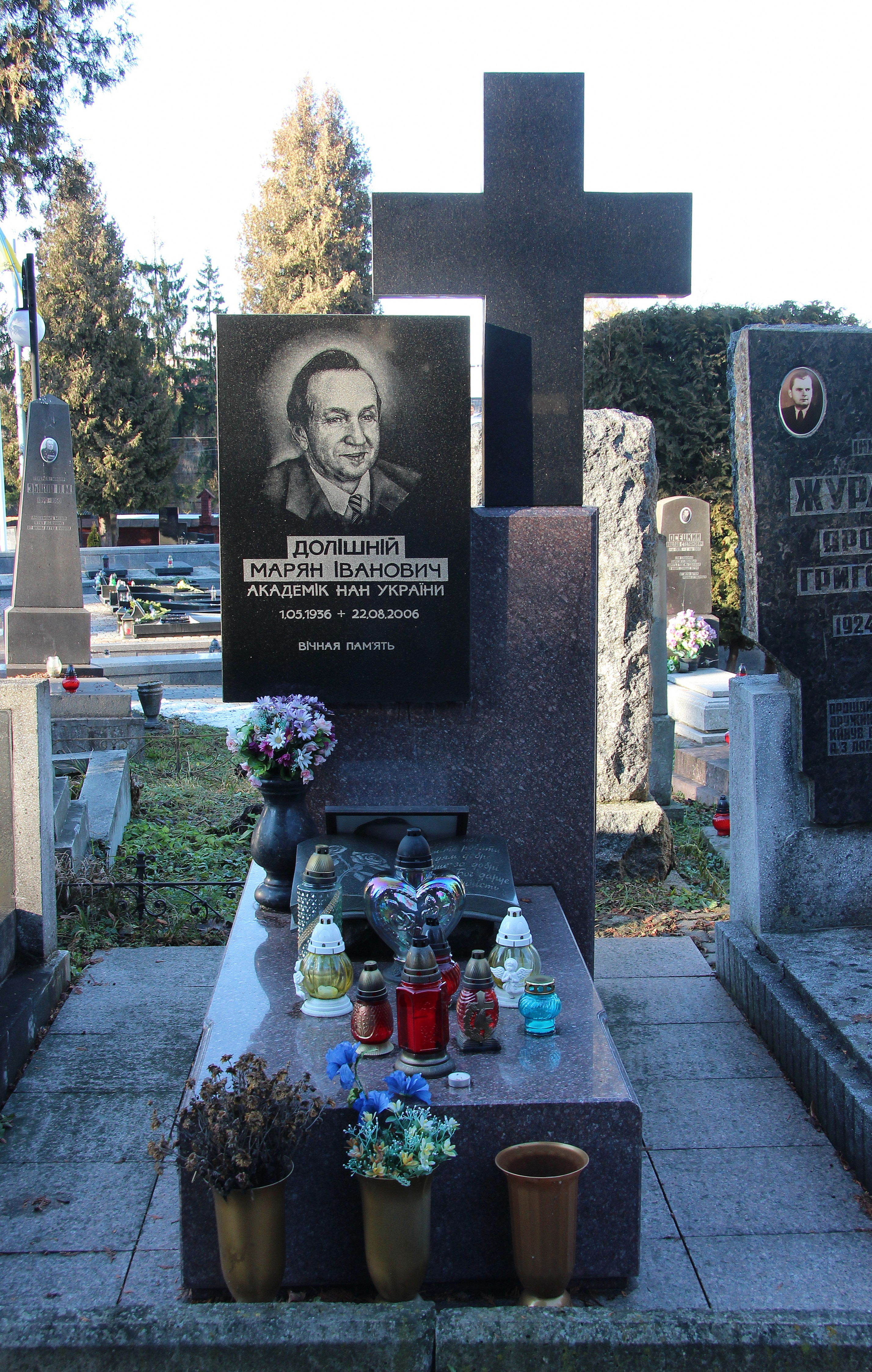

Мар'я́н Іва́нович Дол́ішній (1 травня 1936, Львів — 22 серпня 2006, там само)  — український економіст, доктор економічних наук, професор, академік НАН України

## Біографія
Народився в м. Львові в сім'ї службовця.
Після завершення середньої школи 1953 р. вступив на механічний факультет Львівського політехнічного інституту, який закінчив 1958 р.
Працював у системі Львівського обласного управління місцевої промисловості: головний інженер Бібрського районного промислового комбінату (1958—1962), начальник виробничо-технічного відділу (1962—1963).
Згодом у Львівському обласному комітеті КП України: інструктор (1963—1964), помічник першого секретаря (1964—1969), заступник завідувача відділу організаційно-партійної роботи (1969—1971).
1969 р. в Інституті економіки АН УРСР захистив дисертаційну роботу на здобуття наукового ступеня кандидата економічних наук.
1971—1974 рр. — голова планової комісії Львівської обласної ради депутатів трудящих.
1974—1975 рр. — завідувач сектору відділу планово-фінансових органів ЦК КП України.
З 1975 р. — заступник директора Інституту економіки АН УРСР з наукової роботи, згодом директор Львівського відділення інституту. 1994 р. відділення перетворено на Інститут регіональних досліджень НАН України, директором якого залишався М. І. Долішній до дня своєї смерті 22 серпня 2006 р.
1980 р. на Раді з вивчення продуктивних сил УРСР АН УРСР захистив дисертаційну роботу на здобуття наукового ступеня доктора економічних наук.
1982 р. ВАК затвердив М. І. Долішнього у вченому званні професора зі спеціальності «Економіка районів СРСР, розміщення продуктивних сил СРСР».
У 1982—1983, 1993—1995 і 1997—2006 рр. на умовах погодинної оплати, а потім штатного сумісництва викладав на кафедрі економіки і організації поліграфічної промисловості УПІ ім. Івана Федорова (потім кафедра економіки, обліку і аудиту у видавничо-поліграфічному комплексі Української академії друкарства).
1990 р. обрано членом-кореспондентом АН УРСР, а 1997 р. — академіком НАН України.
Очолював Західний науковий центр Міністерства освіти і науки України та НАН України.
Як зазначає в своїй книжці Вчені України: 100 видатних імен [Архівовано 14 січня 2017 у Wayback Machine.] Ігор Шаров, з проголошенням України незалежною державою, в полі зору дослідницьких інтересів М.І. Долішнього були проблеми зайнятості, трудового потенціалу, природного довкілля, національної економіки та регіоналізації України. Все це аспекти єдиної системи, яку доводилося формувати в умовах подолання колоніально-імперської спадщини в усіх сферах життя, в тому числі й в економічній науці. У цей складний перехідний період формування наукових основ трансформаційних перетворень М.І. Долішнього можна зарахувати до прихильників еволюційно-генетичного напряму. Його погляди і праці мали конструктивну основу, бо вимагали врахувати все позитивне, що було успадковане від попереднього досвіду. Водночас учений прагнув синтезувати наукові надбання із новітніми знаннями, адаптувати їх до українських економічних та політичних реалій періоду державотворення. Долішній працював над вирішенням фундаментальних та прикладних проблем розвитку регіонів України, формуванням методико-теоретичних основ регіональної політики в державі. Плідною та корисною є діяльність академіка Долішнього з розвитку міжнародного наукового співробітництва та залучення львівської школи регіоналістики до міжнародних наукових процесів. Він брав участь у роботі різноманітних міжнародних організацій, зокрема Українсько-Польської міжурядової координаційної ради з питань міжрегіонального співробітництва. Вчений є ініціатором та безпосереднім організатором багатьох міжнародних та всеукраїнських науково-практичних конференцій з актуальних питань розвитку регіонів України та активізації їх транскордонних зв'язків.
Помер у Львові , похований на 3а полі Личаківського цвинтаря.

## Творчий доробок
Автор та співавтор понад п'ятисот наукових та навчально-методичних публікацій. Під його керівництвом та за консультацією
А. М. Антоненко, Р. Г. Балущак, Г. А. Бардиш, Є. С. Барвінська,
В. Д. Безносюк, І. В. Бережна, Н. П. Білецька,
Ю. Г. Бубес, П. Ю. Буряк, М. В. Варчевський, К. В. Вихованський,
С. Й. Вовканич, О. Т. Волинський, О. І. Гадзевич, І. Б. Ганусяк, З. В. Герасимчук, Т. Д. Гірченко,
М. В. Гладій, Г. П. Гоголь, М. П. Горин, Л. С. Гринів, О. І. Гулич, Ю. П. Гуменюк,
А. С. Даниленко,
А. М. Дейнека, Я. М. Дерев'яний,
В. Ф. Дмитришин, О. А. Добрянська, О. І. Дребот, Б. І. Дяченко, Г. О. Жмаєв, В. І. Жовтанецький,
М. В. Жук, П. В. Жук, О. М. Жулканич, І. Ф. Завийський, І. І. Замковой, Ю. С. Занько, І. З. Зинько,
С. М. Злупко, Т. С. Злупко, В. К. Євдокименко,
В. І. Єлейко,
І. Ф. Калуцький, А. Є. Кальницький, Я. Г. Камінецький, А. П. Князьков, Р. В. Козак, В. П. Колесник, І. Ф. Коломієць, Т. В. Коломієць, О. В. Кондратюк, С. В. Кондратюк, Г. Р. Копець, О. І. Копилюк, Т. О. Коропецька, В. Я. Костів,
Б. Д. Котик, В. С. Кравців, А. Ф. Кривицький, Є. В. Крикавський, М. Ф. Крикливець, М. І. Кульчицький, І. Р. Лещишин, Р. Д. Лининський, В. Я. Луцький,
М. З. Мальський, М. М. Мамчин, І. І. Мандюк, В. О. Маслак, О. О. Маслак, С. В. Медведчук, А. Ф. Мельник, М. І. Мельник, В. Й. Нагорний, М. Д. Негрич, М. С. Нижник, В. Р. Німко, Л. С. Ноджак, А. Ю. Носов, Т. М. Одинець, Г. В. Олексюк,
В. І. Павлов,
Н. В. Павліха, Є. М. Палига, Л. В. Панкевич, В. Г. Панчишин, О. В. Пасічник, Т. Г. Пенцак, Д. М. Петрович, Б. Д. Петровський, Т. М. Петрук, Е. К. Пирожак, М. І. Пітюлич, В. Ф. Піхоцький, М. Л. Потинський, С. Т. Пухир, Б. І. Пшик, О. С. Ривак, О. А. Руденко, І. Л. Савенко, У. Я. Садова, С. М. Самець,
В. І. Самоплавський, О. М. Свинцов, Е. Г. Семенцова, Л. К. Семів, І. З. Строянська, А. І. Таюрський, М. К. Толстанов, Т. В. Федак, Р. Федан,
О. І. Фурдичко, Я. В. Холявка, В. С. Цись, І. С. Чорноморченко, Л. П. Шалабай, Г. С. Шевченко,
Л. Т. Шевчук, І. В. Щербата, В. В. Шляхетко,
А. М. Штангрет, С. Л. Шульц, І. А. Шуст, М. Т. Яремко
 виконали та захистили дисертаційні роботи на здобуття наукового ступеня доктора та кандидата економічних наук.

## Нагороди
- Нагороджений відзнаками Президента України — орденами «За заслуги» І і ІІ ступеня,
- Почесною відзнакою Президента України,
- орденом Трудового Червоного Прапора,
- медаллю « За доблесну працю. В ознаменування 100-річчя з дня народження В. І. Леніна»,
- Почесною грамотою Президії Верховної Ради УРСР,
- іншими державними нагородами.

Присвоєно почесне звання заслуженого діяча науки та техніки УРСР. Почесний доктор Львівської політехніки (2006)
Лауреат:
- Державної премії України в галузі науки і техніки;
- премій ім. О. Г. Шліхтера АН УРСР;
- ім. М. І. Туган-Барановського НАН України.

## Вшанування
Для відзначення заслуг і вшанування пам'яті М. І. Долішнього 12 травня 2011 р. урочисто відкрито меморіальну дошку на будинку Інституту регіональних досліджень по вул. Козельницька, 4. Дошка була виготовлена відомим львівським скульптором В. Яричем.